# Alesón
Alesón település Spanyolországban, La Rioja autonóm közösségben. Alesón Huércanos, Manjarrés, Nájera, Tricio és Ventosa községekkel határos. Lakosainak száma 96 fő (2024).

## Népesség
A település népessége az elmúlt években az alábbi módon változott:
| Lakosok száma | 143  | 124  | 134  | 132  | 109  | 117  | 107  | 99   | 90   | 96   |
|               | 2001 | 2004 | 2007 | 2009 | 2012 | 2014 | 2017 | 2019 | 2022 | 2024 |